# 魏晋风骨

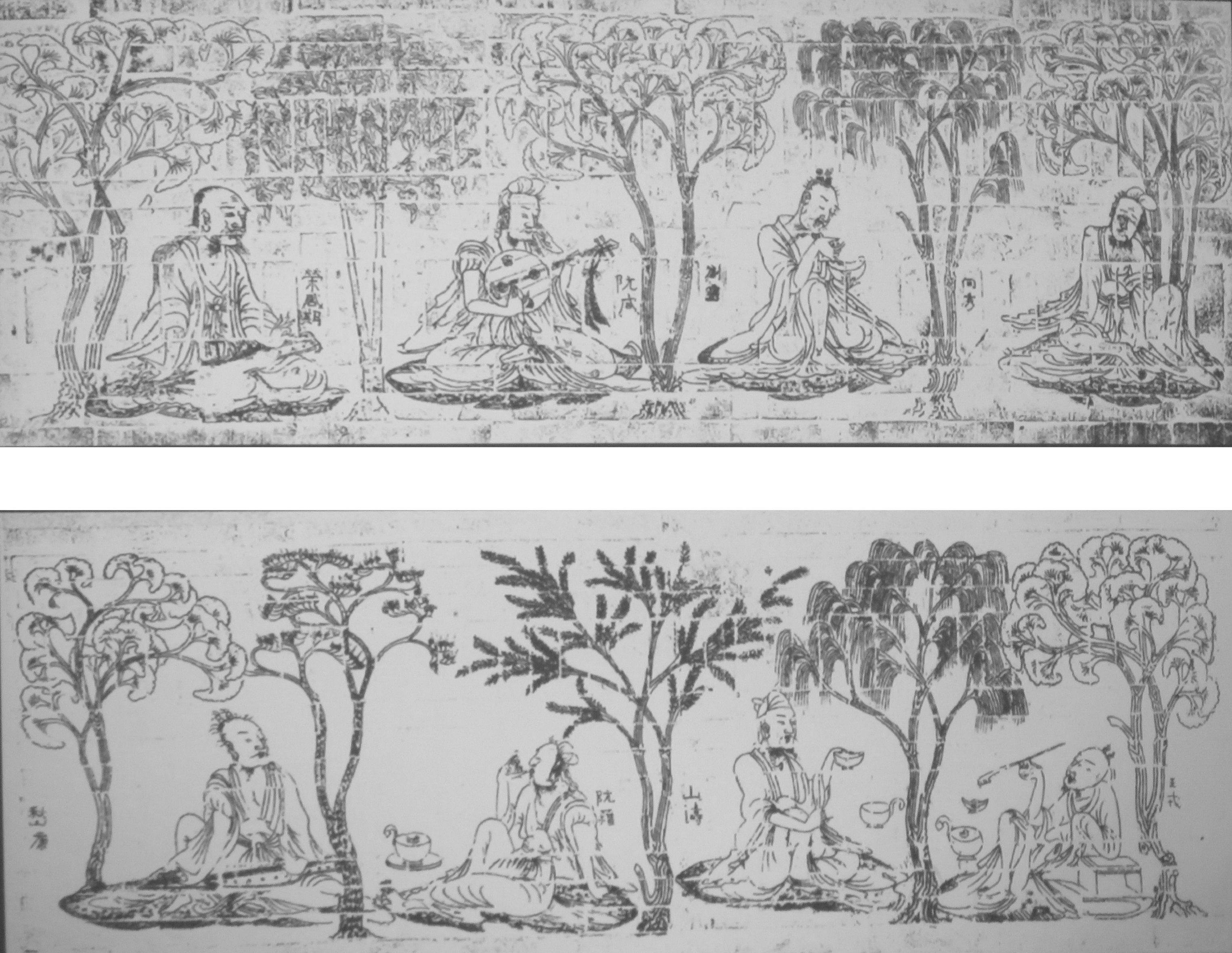
竹林七賢與榮啟期

魏晋风骨又稱魏晉風度、建安風骨、建安風力、漢魏風骨，指中國魏晉時期的文化艺术气质。体现为清高独立，潇洒旷达，个性放诞，崇尚才情。

## 文學
汉朝建安時代（196年-220年）（即建安文學）位於漢魏的轉折期，具有慷慨悲涼、剛健明朗的風格。
三曹（曹操、曹丕、曹植）與建安七子（孔融、陈琳、王粲、徐干、阮瑀、应玚、刘桢）等诗人继承《诗经》及東漢乐府的现实主义创作传统，一方面在诗篇中真实地描写汉朝末年的大动乱、大分裂，表现对民生疾苦的关切；同时又在诗歌中抒发一己欲在天下建立伟业的雄心壮志。他們的作品通常為五言詩，以风骨遒劲，慷慨悲凉著稱。
“风骨”是中国文学批评史上的一个重要的概念，自南朝至唐，它一直是文学品评的主要标准。南朝劉勰的《文心‧風骨》中提到：「《詩》總六義，風冠其首，斯乃化感之本源，志氣之符契也。是以怊悵述情，必始乎風；沈吟鋪辭，莫先於骨。故辭之待骨，如體之樹骸；情之含風，猶形之包氣。結言端直，则文骨成焉;意气駿爽，则文風生焉。」又如初唐陳子昂反對六朝華靡虛弱的文風，提倡追求漢魏風骨。

## 性情
此时期诞生了众多魏晋名士，他们个性、自我，经常使用五石散等娛樂性藥物，作出各种行为艺术如：
- 王徽之冒着漫天大雪行舟三日访友，到其门口又折回，称「兴尽而返」。
- 又如竹林七贤中的刘伶喝酒裸体在屋内，别人嘲笑他，他回答：「我拿天地当房子，拿房子当衣服，你们为什么我的裤裆里？」

易中天《魏晋风度》：「道德评判退隐，个人价值彰显。吸引眼球颠倒众生的，不再是功业、节操、学问，而是气质、才情、风神。或者说，正因为怀疑和否定了外在权威，才有了内在人格的觉醒和追求。……唯大英雄能本色，是真名士自风流。」
《世说新语》中记载了大量魏晋名士的性情和言行。